# آذرستان
آذرستان نام یک مجموعهٔ تلویزیونی ایرانی به کارگردانی «امیرهوشنگ دانایی» است که در سال ۱۳۶۹ تولید و در سال ۱۳۷۰ از شبکه ۱  پخش گردید.

## خلاصه داستان
نوجوانی به نام «جهان» به همراه برادر کوچکترش «احمد» نزد دایی‌شان زندگی می‌کنند. در جریان انجام یک دستبرد، دایی دستگیر و زندانی می‌شود و دو برادر به همراه پسردایی‌شان «بهرام» به کانون اصلاح و تربیت تحویل می‌شوند. «جهان» به دلیل رفتار خوب، پس از گذشت دو سال، آزاد می‌شود. او که مدتی است تصمیم به ازدواج با دختردایی اش را داشت، موفق می‌شود به کمک مددکار کانون، یک کار مناسب پیدا کند. در این حین، «احمد» و «بهرام» از کانون اصلاح و تربیت فرار می‌کنند. «احمد» که دچار بیماری است، در مراسم جشن عروسی صاحبخانه، با «جهان» درگیر می‌شود و حین ترک محل، زمین می‌خورد و ناگهان می‌میرد. «بهرام» و «جهان» دستگیر می شوند، اما پس از اعتراف صاحبخانه، هر دو آزاد می‌شوند.

## بازیگران و عوامل تولید

### بازیگران
- داریوش مؤدبیان
- رضا کرم‌رضایی
- منوچهر حامدی
- مریم هژیروند
- محبوبه بیات
- مهدی میامی
- پرویز محمدیان
- محمدرضا دین‌ محمد
- شهین علیزاده
- ملیحه اکبری
- هومن سامانی
- مهوش رحیمی
- مجید فروغی
- رضا عفتی
- علی ابوالقاسمی
- حسین پرده‌شناس

### عوامل تولید
- کارگردان: امیرهوشنگ دانایی
- دستیار کارگردان: ژرژ هاشم‌زاده
- فیلمنامه: حسن فروغی‌راد
- مدیر فیلمبرداری: رضا جودی
- تدوین: محمد تیموری
- چهره‌پردازان: پرویز شکری، مریم هژیروند
- منشی صحنه: مریم هژیروند
- سرپرست گویندگان: علی کسمایی
- تهیه‌کننده: اصغر زائری
- فرمت تصویر: ۱۶ میلیمتری
- محصول: گروه اجتماعی شبکه ۱
- سال تولید و پخش: ۱۳۷۰-۱۳۶۹